# قهرمانی جودو آسیا ۲۰۰۱
جودو قهرمانی آسیا ۲۰۰۱ پانزدهمین دوره از رقابت‌های قهرمانی آسیا می‌باشد که از ۱۴ تا ۱۵ آوریل ۲۰۰۱ در اولان‌باتور، مغولستان برگزار گردید.

## خلاصه مدال‌ها

### مردان
| رویداد                | طلا                          | نقره                                | برنز                                |
| خیلی سبک‌وزن ۶۰− ک‌گ    | مسعود حاجی آخوندزاده · ایران | چوی مین-هو · کرهٔ جنوبی              | Tatsuaki Egusa · ژاپن               |
| خیلی سبک‌وزن ۶۰− ک‌گ    | مسعود حاجی آخوندزاده · ایران | چوی مین-هو · کرهٔ جنوبی              | دورجپالامین نارمانداخ · مغولستان    |
| نیمه سبک‌وزن ۶۶− ک‌گ    | آرش میراسماعیلی · ایران      | میچیهیرو اومیگاوا · ژاپن            | Won Yong-choi · کرهٔ شمالی           |
| نیمه سبک‌وزن ۶۶− ک‌گ    | آرش میراسماعیلی · ایران      | میچیهیرو اومیگاوا · ژاپن            | Ryu Jung-suk · کرهٔ جنوبی            |
| سبک‌وزن ۷۳− ک‌گ         | Masashi Nitta · ژاپن         | Kim Jae-hoon · کرهٔ جنوبی            | Khaliuny Boldbaatar · مغولستان      |
| سبک‌وزن ۷۳− ک‌گ         | Masashi Nitta · ژاپن         | Kim Jae-hoon · کرهٔ جنوبی            | Rauvan Inatillayev · قزاقستان       |
| نیمه میان‌وزن ۸۱− ک‌گ   | یوشیهیرو آکیاما · کرهٔ جنوبی  | Damdinsürengiin Nyamkhüü · مغولستان | Mohammad Mehdi Zakeri · ایران       |
| نیمه میان‌وزن ۸۱− ک‌گ   | یوشیهیرو آکیاما · کرهٔ جنوبی  | Damdinsürengiin Nyamkhüü · مغولستان | Takashi Ono · ژاپن                  |
| میان‌وزن ۹۰− ک‌گ        | Park Sung-keun · کرهٔ جنوبی   | Alisher Boqiev · تاجیکستان          | Tsend-Ayuushiin Ochirbat · مغولستان |
| میان‌وزن ۹۰− ک‌گ        | Park Sung-keun · کرهٔ جنوبی   | Alisher Boqiev · تاجیکستان          | Tadayoshi Takeshita · ژاپن          |
| نیمه سنگین‌وزن ۱۰۰− ک‌گ | Tomokazu Inoue · ژاپن        | Lee Joon-hoon · کرهٔ جنوبی           | عباس فلاح · ایران                   |
| نیمه سنگین‌وزن ۱۰۰− ک‌گ | Tomokazu Inoue · ژاپن        | Lee Joon-hoon · کرهٔ جنوبی           | Dastan Primkulov · قزاقستان         |
| فوق سنگین‌وزن ۱۰۰+ ک‌گ  | Takumi Saruwatari · ژاپن     | Choi Sung-won · کرهٔ جنوبی           | Yeldos Ikhsangaliyev · قزاقستان     |
| فوق سنگین‌وزن ۱۰۰+ ک‌گ  | Takumi Saruwatari · ژاپن     | Choi Sung-won · کرهٔ جنوبی           | Ochiryn Odgerel · مغولستان          |
| وزن آزاد              | Kota Ueguchi · ژاپن          | Erkin Tuyakov · قزاقستان            | عباس فلاح · ایران                   |
| وزن آزاد              | Kota Ueguchi · ژاپن          | Erkin Tuyakov · قزاقستان            | Ochiryn Odgerel · مغولستان          |

### زنان
| رویداد               | طلا                                | نقره                       | برنز                                  |
| خیلی سبک‌وزن ۴۸− ک‌گ   | Ri Kyong-ok · کرهٔ شمالی            | Kang Sin-hye · کرهٔ جنوبی   | Erdenechimegiin Gereltuyaa · مغولستان |
| خیلی سبک‌وزن ۴۸− ک‌گ   | Ri Kyong-ok · کرهٔ شمالی            | Kang Sin-hye · کرهٔ جنوبی   | Yu Ying-ying · تایوان                 |
| نیمه سبک‌وزن ۵۲− ک‌گ   | یوکی یوکوساوا · ژاپن               | Jang Jae-sim · کرهٔ جنوبی   | Roongtawa Jangdasing · تایلند         |
| نیمه سبک‌وزن ۵۲− ک‌گ   | یوکی یوکوساوا · ژاپن               | Jang Jae-sim · کرهٔ جنوبی   | Sholpan Kaliyeva · قزاقستان           |
| سبک‌وزن ۵۷− ک‌گ        | Khishigbatyn Erdenet-Od · مغولستان | Ri Myong-hwa · کرهٔ شمالی   | Min Kyung-soon · کرهٔ جنوبی            |
| سبک‌وزن ۵۷− ک‌گ        | Khishigbatyn Erdenet-Od · مغولستان | Ri Myong-hwa · کرهٔ شمالی   | Mayumi Yamada · ژاپن                  |
| نیمه میان‌وزن ۶۳− ک‌گ  | آیومی تانیموتو · ژاپن              | Nurgul Tagayeva · قزاقستان | Ji Kyong-sun · کرهٔ شمالی              |
| نیمه میان‌وزن ۶۳− ک‌گ  | آیومی تانیموتو · ژاپن              | Nurgul Tagayeva · قزاقستان | Lim Jung-sook · کرهٔ جنوبی             |
| میان‌وزن ۷۰− ک‌گ       | Haruko Kazato · ژاپن               | Je Min-jung · کرهٔ جنوبی    | Wang Hsiang-wen · تایوان              |
| میان‌وزن ۷۰− ک‌گ       | Haruko Kazato · ژاپن               | Je Min-jung · کرهٔ جنوبی    | Olesýa Nazarenko · ترکمنستان          |
| نیمه سنگین‌وزن ۷۸− ک‌گ | Cho Soo-hee · کرهٔ جنوبی            | Mizuho Matsuzaki · ژاپن    | نسیبه سورکیوا · ترکمنستان             |
| نیمه سنگین‌وزن ۷۸− ک‌گ | Cho Soo-hee · کرهٔ جنوبی            | Mizuho Matsuzaki · ژاپن    | Sambuugiin Dashdulam · مغولستان       |
| فوق سنگین‌وزن ۷۸+ ک‌گ  | Midori Shintani · ژاپن             | Choi Sook-ie · کرهٔ جنوبی   | Juan Hsin-yi · تایوان                 |
| فوق سنگین‌وزن ۷۸+ ک‌گ  | Midori Shintani · ژاپن             | Choi Sook-ie · کرهٔ جنوبی   | اهدا نشد                              |
| وزن آزاد             | Midori Shintani · ژاپن             | Choi Sook-ie · کرهٔ جنوبی   | Juan Hsin-yi · تایوان                 |
| وزن آزاد             | Midori Shintani · ژاپن             | Choi Sook-ie · کرهٔ جنوبی   | Erdene-Ochiryn Dolgormaa · مغولستان   |

## جدول مدال‌ها
| رتبه            | کشور            | طلا | نقره | برنز | مجموع |
| --------------- | --------------- | --- | ---- | ---- | ----- |
| ۱               | ژاپن            | ۹   | ۲    | ۴    | ۱۵    |
| ۲               | کرهٔ جنوبی       | ۳   | ۹    | ۳    | ۱۵    |
| ۳               | ایران           | ۲   | ۰    | ۳    | ۵     |
| ۴               | مغولستان        | ۱   | ۱    | ۸    | ۱۰    |
| ۵               | کرهٔ شمالی       | ۱   | ۱    | ۲    | ۴     |
| ۶               | قزاقستان        | ۰   | ۲    | ۴    | ۶     |
| ۷               | تاجیکستان       | ۰   | ۱    | ۰    | ۱     |
| ۸               | تایوان          | ۰   | ۰    | ۴    | ۴     |
| ۹               | ترکمنستان       | ۰   | ۰    | ۲    | ۲     |
| ۱۰              | تایلند          | ۰   | ۰    | ۱    | ۱     |
| مجموع (۱۰ کشور) | مجموع (۱۰ کشور) | ۱۶  | ۱۶   | ۳۱   | ۶۳    |